# Omosita colon
Omosita colon – gatunek chrząszcza z rodziny łyszczynkowatych i podrodziny Nitidulinae. Saprofagiczny eurybiont. Pierwotnie zamieszkiwał palearktyczną Eurazję, ale zawleczony został przez człowieka do Ameryki i krainy australijskiej.

## Taksonomia
Gatunek ten opisany został po raz pierwszy w 1758 roku przez Karola Linneusza na łamach dziesiątego wydania Systema Naturae pod nazwą Silpha colon.

## Morfologia

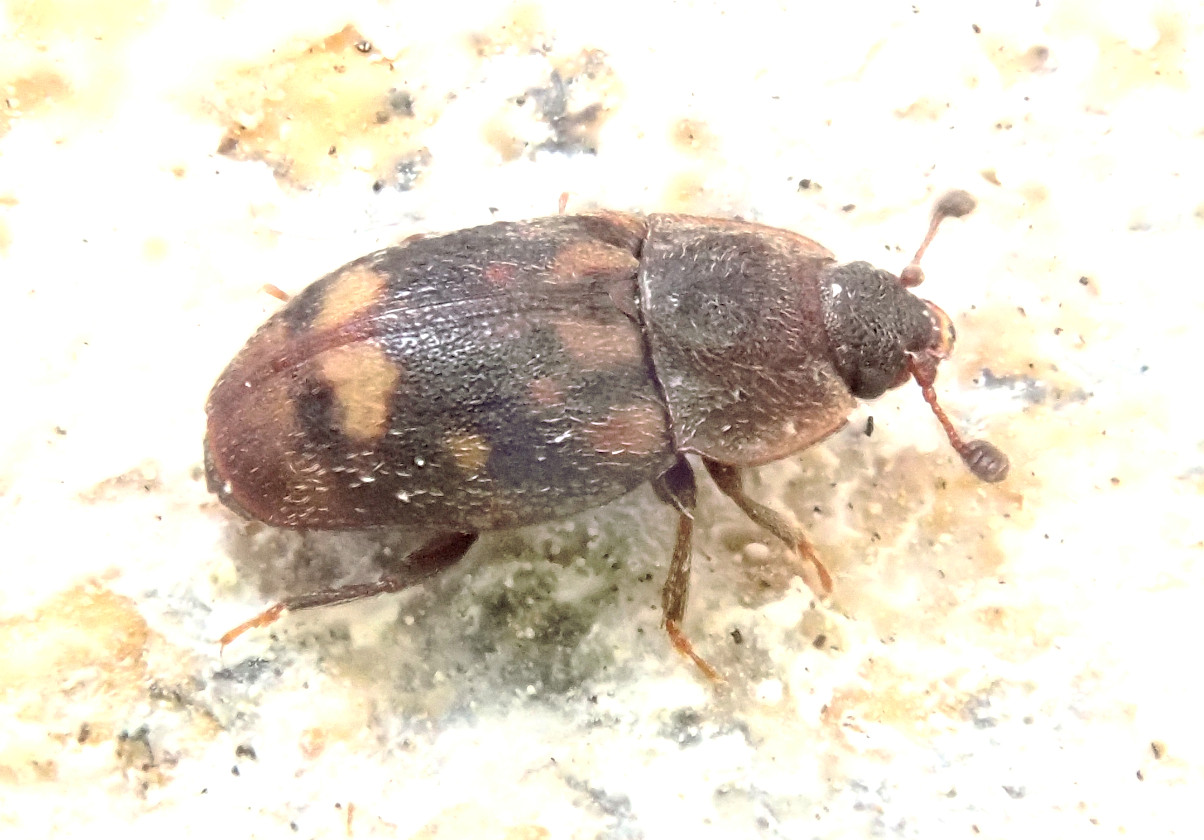
Widok z boku

Chrząszcz o owalnym w zarysie ciele długości od 2 do 3,9 mm i szerokości od 1 do 2,1 mm, w całości porośniętym delikatnym, przylegającym owłosieniem.
Głowa jest smoliście brunatna, o wyraźnie zaznaczonych rowkach do chowania czułków. Ciemnobrązowe lub rdzawe, dłuższe od szerokości głowy czułki mają beczułkowato rozdęty pierwszy człon oraz zajmującą ćwierć ich długości, prawie owalną, półtorakrotnie dłuższą niż szerszą buławkę o członie ostatnim węższym niż przedostatni. Na spodzie głowy brak jest poprzecznej bruzdy za bródką.
Przedplecze jest około 1,7 raza szersze niż dłuższe i ma brunatną do czarniawej, wyniesioną część środkową nieoddzieloną bruzdami od rozpłaszczonych, zwykle rdzawo lub ceglasto prześwitujących części bocznych; rozpłaszczone boki przedplecza są węższe niż u O. depressa i O. discoidea. W tylnej części przedplecza położone są dwa płytkie, okrągłe, dołeczkowane wgłębienia. Pokrywy są zwykle nieznacznie dłuższe niż razem szerokie i mają kolor brunatny z żółtordzawymi do rdzawych, zwykle ciemniejszymi niż u O. discoidea i słabiej od tła odciętymi plamami – brak jest dużej plamy w przedniej połowie pokryw, natomiast zwykle obecna jest plama przy tylnym ich brzegu. Rządek przyszwowy jest nieskrócony i ciągnie się od tylnego brzegu pokryw niemal po tarczkę. Wierzchołki pokryw są osobno lekko zaokrąglone. Na śródpiersiu występuje kil, zwykle dobrze widoczny, ale niekiedy trudno dostrzegalny wśród punktowanej i pomarszczonej rzeźby. Ubarwienie odnóży jest rdzawe lub ciemnobrązowe.
Odwłok zwykle ma pygidium częściowo nienakryte pokrywami. U samicy występuje przeciętnej długości, słabo zesklerotyzowane pokładełko. Samiec ma edeagus z kciukowatym tegmenem o szczycie zaokrąglonym z wcięciem pośrodku; płat środkowy edeagusa (prącie) cechuje się nieco prostokątnawym trzonem, nieco wystającymi na boki kątami przednimi i płytko pośrodku wciętą krawędzią szczytową.

## Ekologia i biologia
Owad eurytopowy, spotykany w różnych siedliskach. Zarówno larwy, jak i postacie doskonałe są saprofagami o szerokim spektrum pokarmowym. Bytują na suchej padlinie, świeżych i starych kościach, skórze, gnijących i wysuszonych rybach, wśród gnijącej materii roślinnej, w pryzmach kompostowych, gniazdach i gnijących grzybach. Osobniki dorosłe znajdywane są także pod korą (zwłaszcza zimą), w napływkach powodziowych i na kwiatach – biorą udział w zapylaniu kwiatów o woni padliny.
Postacie dorosłe aktywne są od marca do października. Aktywność ich jest całodobowa, jednak szczyt osiąga między godziną 20:00 a północą. W temperaturze 16°C rozwój zajmuje około 95 dni, a w temperaturze 31°C średnio 25,5 dnia. Temperatura 34°C nie jest już tolerowana. Przepoczwarczenie ma miejsce w gładkościennej komorze wykopanej przez larwę w glebie.

## Rozprzestrzenienie
Gatunek pierwotnie palearktyczny. W Europie znany jest z Portugalii, Hiszpanii, Andory, Islandii, Irlandii, Wielkiej Brytanii, Francji, Belgii, Luksemburga, Holandii, Niemiec, Szwajcarii, Austrii, Liechtensteinu, Włoch, Danii, Szwecji, Norwegii, Finlandii, Estonii, Łotwy, Litwy, Polski, Czech, Słowacji, Węgier, Białorusi, Ukrainy, Mołdawii, Rumunii, Bułgarii, Słowenii, Chorwacji, Bośni i Hercegowiny, Czarnogóry, Serbii, Albanii, Macedonii Północnej, Grecji oraz europejskich części Rosji i Turcji. W środkowej Europie jest najpospolitszym przedstawicielem rodzaju. W Azji notowany jest z syberyjskiej i dalekowschodniej części Rosji, anatolijskiej części Turcji, Iranu, Chin, Korei i Japonii. Poza tym zawleczony został do nearktycznej Ameryki Północnej,  Meksyku oraz krainy australijskiej, w tym Australii i Nowej Zelandii.

## Znaczenie dla człowieka
Ze względu na nekrofagię chrząszcz ten był badany pod kątem zastosowania w kryminalistyce i entomologii sądowej. Spotykany jest na zwłokach ludzkich od fazy gnilnej do czasu, w którym zaczynają wysychać. Częściej znajdywany jest na zwłokach znajdujących się w lesie, niż tych na polu czy mokradle. Nie wykazuje preferencji względem tego, czy ciało jest ubrane, czy nagie. Występuje jeszcze na zwłokach zagrzebanych na głębokości 30 cm, ale już nie na tych zakopanych na 60 cm.